# Усадебный парк в Водыне
Усадебный парк в деревне Водыне (восточная Польша) был основан как парк при усадьбе в первой половине XIX века, скорее всего, в окружении деревянной усадьбы Залуских[кого?] конца XVII века. От первоначально основанного парка до наших дней сохранилось немногое. Единственными сохранившимися элементами являются входная аллея с частью старых лип, идущих от костёла на запад с ответвлением на север. Не сохранился и деревянный усадебный двор (снесён в 1958 году), севернее въездной аллеи находится пруд, который изначально был композиционной частью парка.
Здесь можно встретить старые деревья липы мелколистной, ясеня обыкновенного, клёна платановидного, домашних яблонь, вяза, белых каштанов, а также граба, тополя, робинии, бука, берёзы, дуба, черёмухи, лещины, боярышника, лиственницы и пихты.
Липовая аллея зарегистрирована как памятник природы.

## Галерея

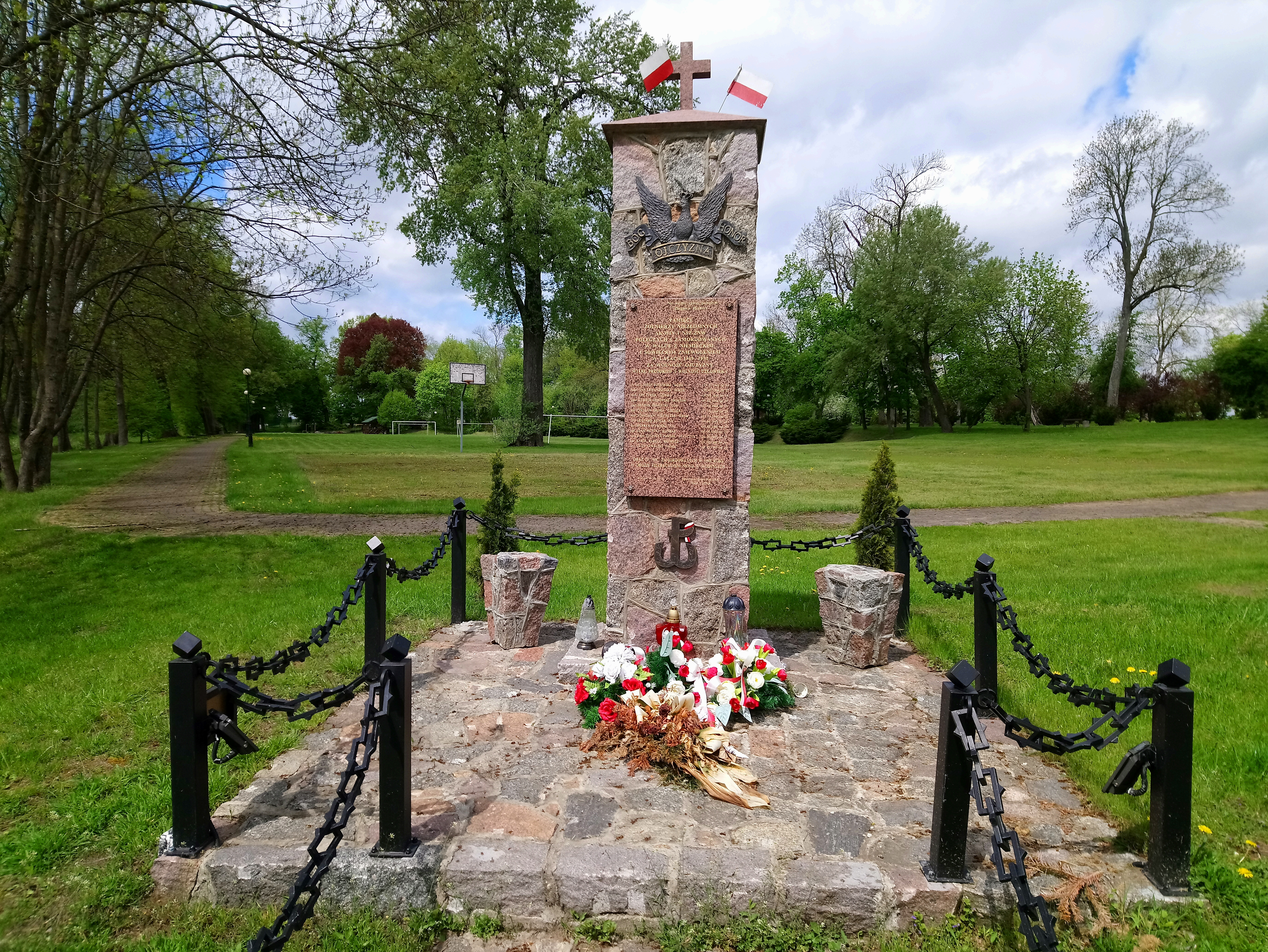
Памятник погибшим за Отечество в 1939—1953 годах
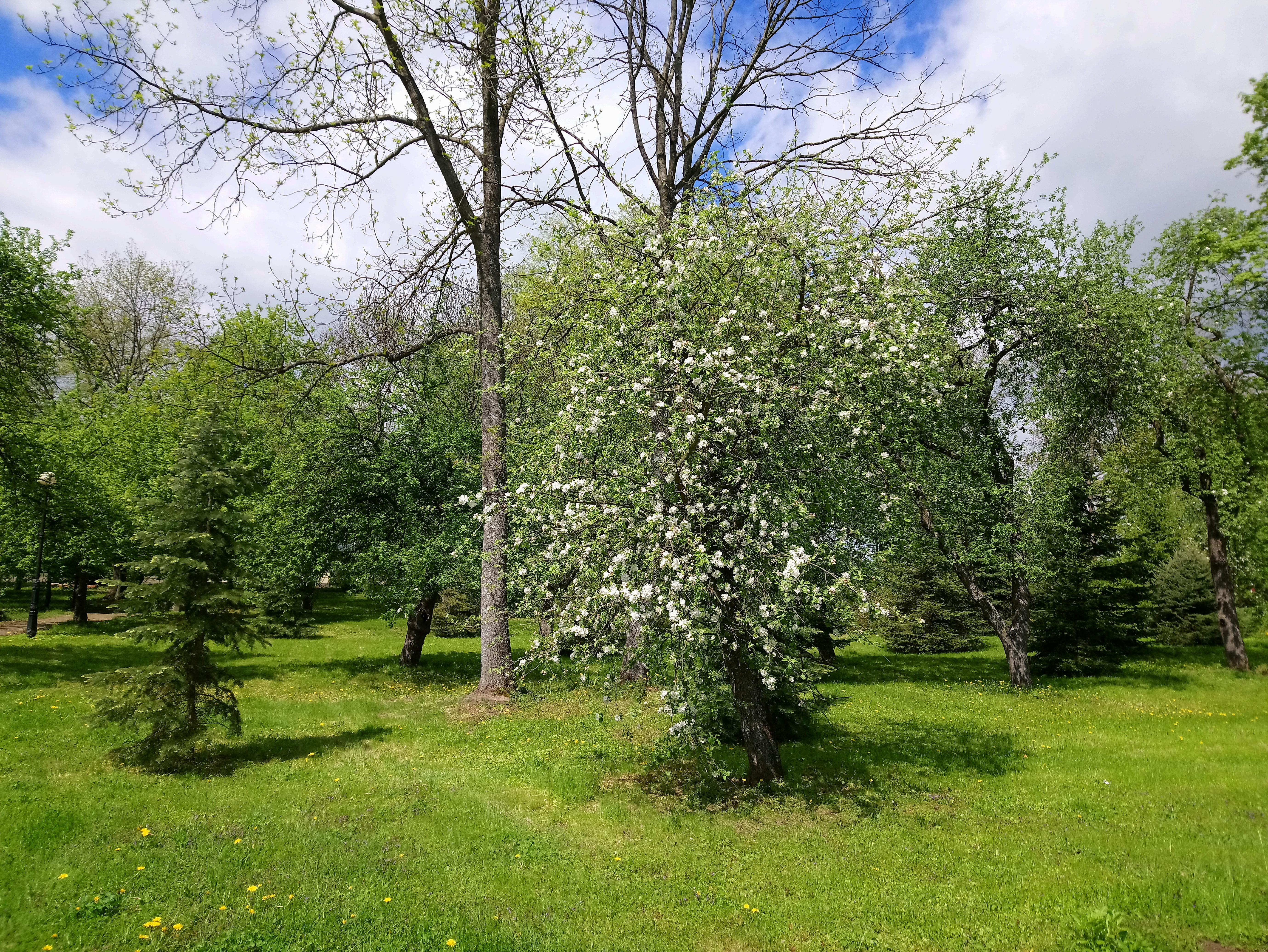
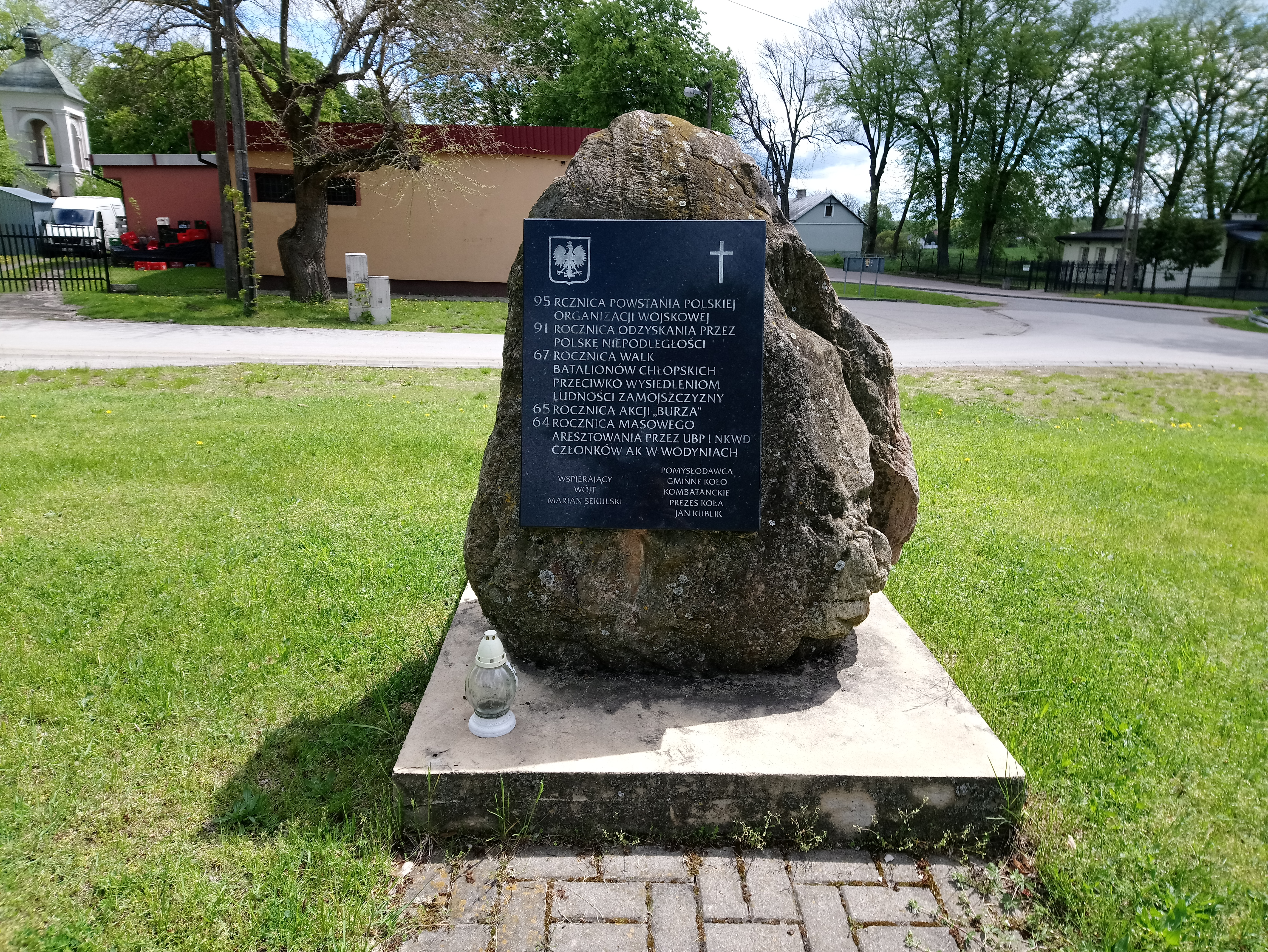
Памятник погибшим жителям
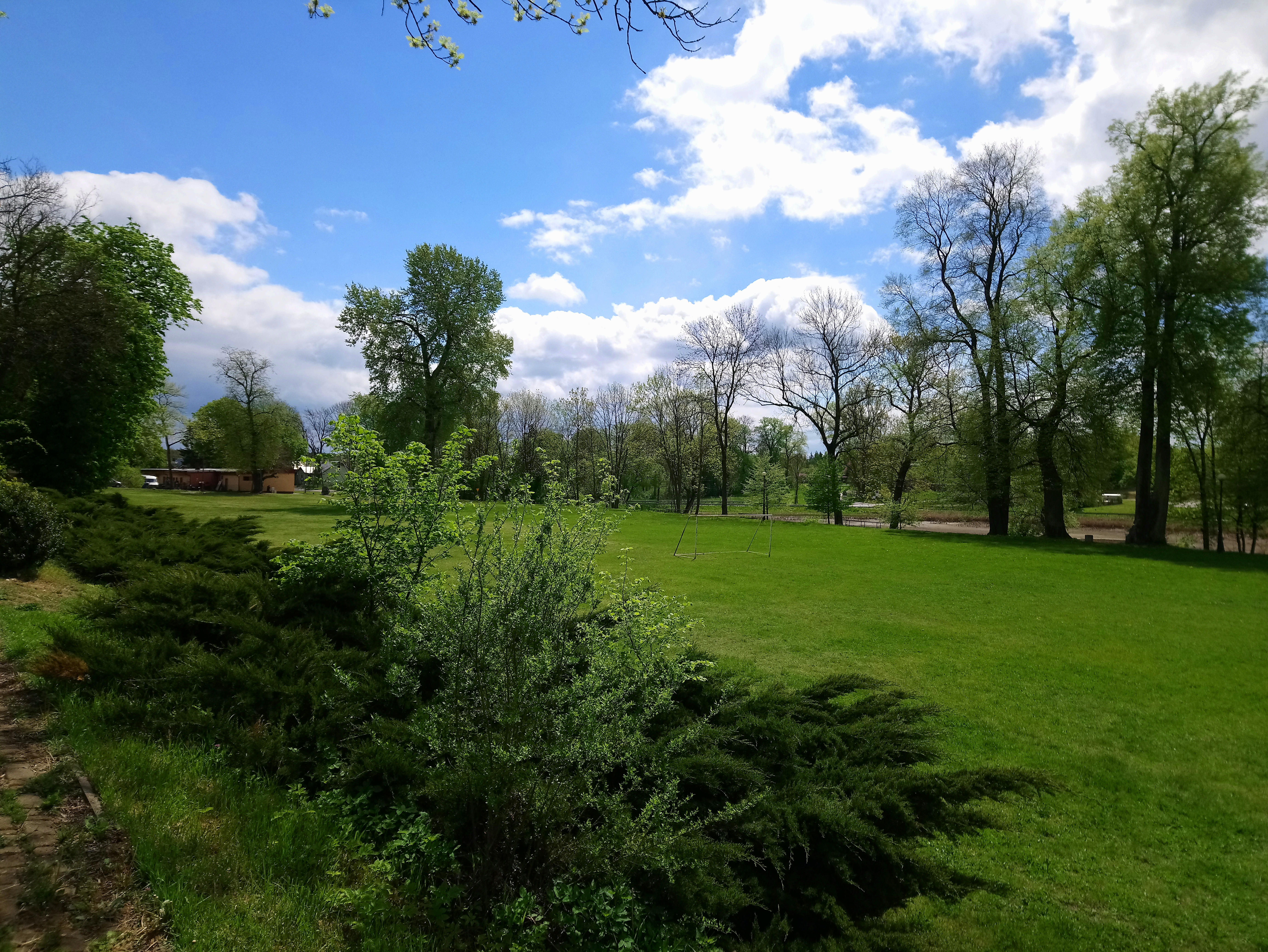
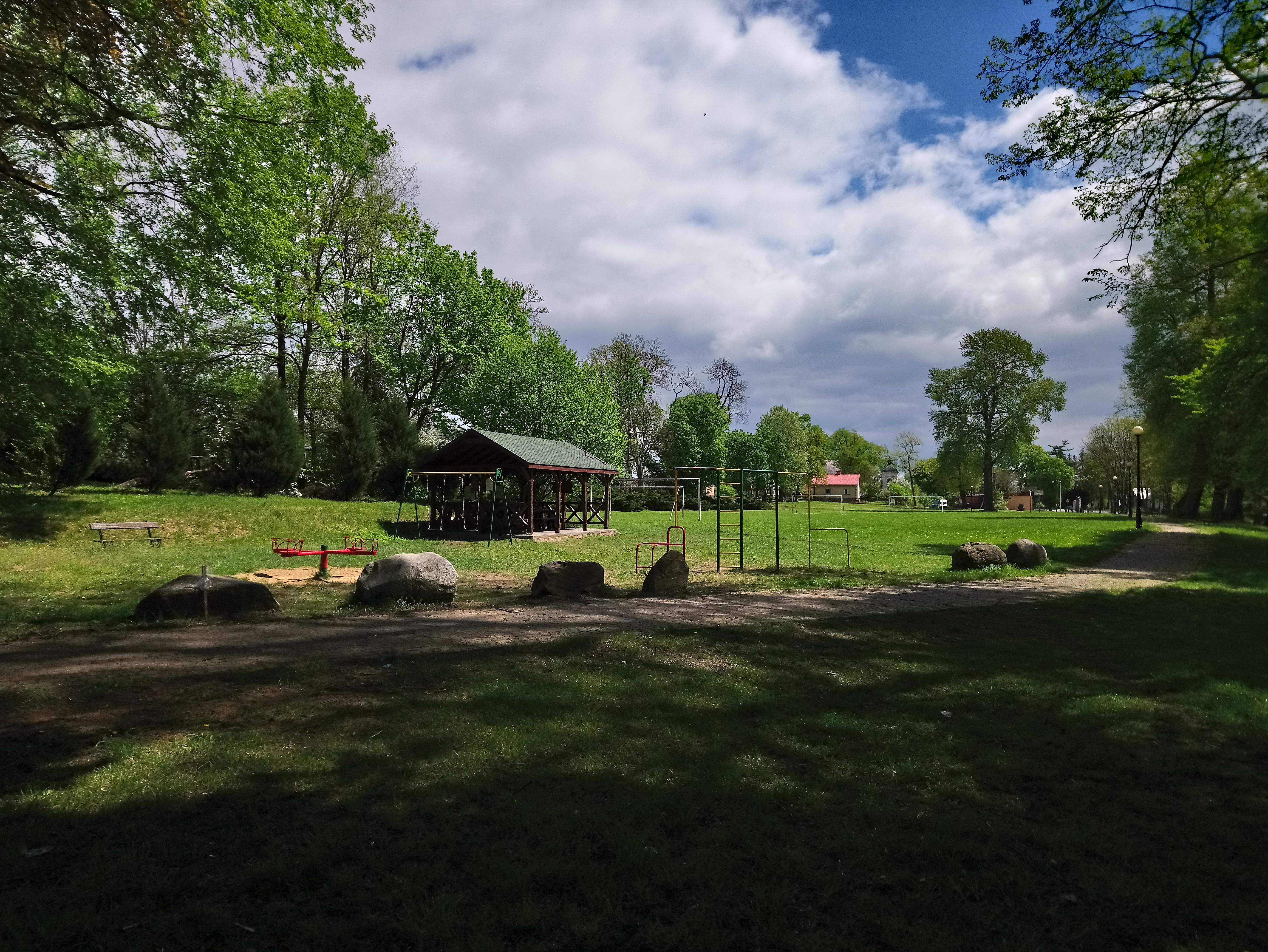